# 元世雄
元世雄（530年—565年8月6日），字地勇，代郡（今山西省大同市）人，北齐官员。

## 生平
大宁元年（561年），元世雄以勋附前锋第二正都督为起家官，大宁三年（563年），转任勋附第一正都督，河清三年（564年），转任直突都督，当年封泾州安定县子，很快转任若曷直荡第二副、直斋，很快加广德将军，天统元年岁次庚申六月乙亥朔（565年8月6日）在晋阳去世，虚岁卅六，武平二年（571年）十月，齐后主高纬诏令赠予仪同三司、将军、封爵如故，当年十一月乙巳朔十七日辛酉（571年12月19日）葬于邺城西。

## 家庭

### 曾祖
- 元某，北魏彭城文懿王[1]

### 祖父
- 元胡仁，北魏黄门侍郎[1]

### 父亲
- 元德，岐州刺史[1]